# Lanivtsi
Lanivtsi (ukrainska: Ланівці uttal (fil)), är en stad i Ternopil oblast i västra Ukraina. Lanivtsi är beläget i den historiska regionen Volhynien.
Under andra världskriget inrättades ett judiskt getto i Lanivtsi.